# Zapasy na Igrzyskach Panamerykańskich 2019
Zapasy na Igrzyskach Panamerykańskich 2019, odbywały się w dniach 7 – 10 sierpnia w Miguel Grau Coliseum, Villa Deportiva del Callao w Callao.

## Tabela medalowa
Gospodarz igrzysk został zaznaczony kolorem.
| Poz. | Państwo           |    |    |    | Łącznie |
| ---- | ----------------- | -- | -- | -- | ------- |
| 1    | Stany Zjednoczone | 9  | 2  | 4  | 15      |
| 2    | Kuba              | 5  | 2  | 9  | 16      |
| 3    | Ekwador           | 2  | 0  | 1  | 3       |
| 4    | Wenezuela         | 1  | 5  | 2  | 8       |
| 5    | Kanada            | 1  | 1  | 4  | 6       |
| 6    | Kolumbia          | 0  | 2  | 4  | 6       |
| 7    | Dominikana        | 0  | 2  | 2  | 4       |
| 8    | Meksyk            | 0  | 2  | 1  | 3       |
| 9    | Brazylia          | 0  | 1  | 2  | 3       |
| -    | Portoryko         | 0  | 1  | 2  | 3       |
| 11   | Peru              | 0  | 0  | 2  | 2       |
| 12   | Chile             | 0  | 0  | 1  | 1       |
| -    | Honduras          | 0  | 0  | 1  | 1       |
| -    | Panama            | 0  | 0  | 1  | 1       |
|      | Łącznie           | 18 | 18 | 36 | 72      |

## Wyniki

### Styl klasyczny
| Kat. wagowa |                 |                  |                  |
| ----------- | --------------- | ---------------- | ---------------- |
| 60 kg       | Andrés Montaño  | Dicther Toro     | Luis Orta        |
| 60 kg       | Andrés Montaño  | Dicther Toro     | Ildar Hafizov    |
| 67 kg       | Ismael Borrero  | Manuel López     | Ellis Coleman    |
| 67 kg       | Ismael Borrero  | Manuel López     | Nilton Soto      |
| 77 kg       | Pat Smith       | Wuileixis Rivas  | Jaír Cuero Muñoz |
| 77 kg       | Pat Smith       | Wuileixis Rivas  | Yosvanys Peña    |
| 87 kg       | Luis Avendaño   | Alfonso Leyva    | Alvis Almendra   |
| 87 kg       | Luis Avendaño   | Alfonso Leyva    | Daniel Gregorich |
| 97 kg       | Gabriel Rosillo | G’Angelo Hancock | Kevin Mejía      |
| 97 kg       | Gabriel Rosillo | G’Angelo Hancock | Luillys Pérez    |
| 130 kg      | Mijaín López    | Moisés Pérez     | Leo Santana      |
| 130 kg      | Mijaín López    | Moisés Pérez     | Yasmani Acosta   |

- Shalom Villegas z Wenezueli, który zdobył srebrny medal w wadze 67 kg został zdyskwalifikowany za doping[2].

### Styl wolny
| Kat. wagowa |                      |                  |                  |
| ----------- | -------------------- | ---------------- | ---------------- |
| 57 kg       | Daton Fix            | Juan Ramírez     | Darthe Capellan  |
| 57 kg       | Daton Fix            | Juan Ramírez     | Reineri Andreu   |
| 65 kg       | Alejandro Valdés     | Álvaro Rudesindo | Mauricio Sánchez |
| 65 kg       | Alejandro Valdés     | Álvaro Rudesindo | Jaydin Eierman   |
| 74 kg       | Jordan Burroughs     | Franklin Gómez   | Jevon Balfour    |
| 74 kg       | Jordan Burroughs     | Franklin Gómez   | Geandry Garzón   |
| 86 kg       | Yurieski Torreblanca | Pedro Ceballos   | James Downey     |
| 86 kg       | Yurieski Torreblanca | Pedro Ceballos   | Carlos Izquierdo |
| 97 kg       | Kyle Snyder          | José Díaz        | Luis Pérez       |
| 97 kg       | Kyle Snyder          | José Díaz        | Reineris Salas   |
| 125 kg      | Nick Gwiazdowski     | Óscar Pino       | Luis Vívenes     |
| 125 kg      | Nick Gwiazdowski     | Óscar Pino       | Korey Jarvis     |

### Styl wolny kobiet
| Kat. wagowa |                   |                    |                    |
| ----------- | ----------------- | ------------------ | ------------------ |
| 50 kg       | Whitney Conder    | Yusneylis Guzmán   | Thalía Mallqui     |
| 50 kg       | Whitney Conder    | Yusneylis Guzmán   | Carolina Castillo  |
| 53 kg       | Sarah Hildebrandt | Betzabeth Argüello | Jade Parsons       |
| 53 kg       | Sarah Hildebrandt | Betzabeth Argüello | Lienna Montero     |
| 57 kg       | Lissette Antes    | Jenna Burkert      | Giullia Rodrigues  |
| 57 kg       | Lissette Antes    | Jenna Burkert      | Nesmarie Rodríguez |
| 62 kg       | Kayla Miracle     | Jackeline Rentería | Abnelis Yambo      |
| 62 kg       | Kayla Miracle     | Jackeline Rentería | Laís Nunes         |
| 68 kg       | Tamyra Mensah     | Olivia di Bacco    | Yudaris Sánchez    |
| 68 kg       | Tamyra Mensah     | Olivia di Bacco    | Ámbar Garnica      |
| 76 kg       | Justina Di Stasio | Aline Ferreira     | Mabelkis Capote    |
| 76 kg       | Justina Di Stasio | Aline Ferreira     | Andrea Olaya       |

## Łącznie medale w latach: 1951-2019
| Poz.    | Państwo           |     |     |     | Łącznie |
| 1       | Stany Zjednoczone | 144 | 67  | 48  | 259     |
| 2       | Kuba              | 98  | 66  | 56  | 220     |
| 3       | Kanada            | 15  | 38  | 65  | 118     |
| 4       | Argentyna         | 8   | 13  | 11  | 32      |
| 5       | Wenezuela         | 3   | 31  | 40  | 74      |
| 6       | Ekwador           | 3   | 1   | 6   | 10      |
| 7       | Meksyk            | 1   | 21  | 43  | 65      |
| 8       | Kolumbia          | 1   | 6   | 17  | 24      |
| 9       | Portoryko         | 1   | 6   | 15  | 22      |
| 10      | Brazylia          | 1   | 6   | 7   | 14      |
| 11      | Dominikana        | 1   | 5   | 13  | 19      |
| 12      | Panama            | 0   | 7   | 8   | 15      |
| 13      | Peru              | 0   | 3   | 10  | 13      |
| 14      | Chile             | 0   | 1   | 2   | 3       |
| 15      | Gwatemala         | 0   | 1   | 1   | 2       |
|         | Honduras          | 0   | 1   | 1   | 2       |
| 17      | Salwador          | 0   | 1   | 0   | 1       |
| Łącznie | Łącznie           | 276 | 276 | 344 | 896     |